# 平幼
平 幼（へい よう、生没年不詳）は、五胡十六国時代の人物。燕郡薊県の出身。

## 生涯
前秦に仕え、汝陰郡太守に任じられていた。
384年1月、前秦の冠軍将軍慕容垂の子の慕容農は、燕復興のための挙兵を周囲に呼びかけた。平幼は弟の光烈将軍平睿とともにこれに応じ、燕で挙兵した。
弟の平睿・平規とともに数万の兵を率いて、鄴を攻撃中の燕王慕容垂に合流した。
護軍将軍に任じられた。
387年1月、鎮北将軍蘭汗とともに、東晋の済北郡太守温詳を攻めるため、先発した高陽王慕容隆と合流した。慕容隆らは東阿の北岸に軍列を組み、温詳らを威圧した。温詳の弟の温攀・温詳の子の温楷は東阿へ撤退、平幼は追撃してこれを大破した。温詳らは妻子らと彭城へ逃走、残った3万戸余は後燕に降伏した。
388年8月、章武王慕容宙とともに、後燕に反乱を起こした呉深を討ち、これを破った。
12月、高陽王慕容隆・太原王慕容楷・趙王慕容麟とともに後燕に反乱を起こした張申・王祖討伐に向かった。王祖が兵を率いて後燕軍を夜襲したが撃退された。後燕軍は慕容楷・慕容麟を陣営に残し、平幼と慕容隆は別道でそれぞれ追撃、多くの者らを捕らえて帰還した。その後、張申は出降、王祖もまた罪に服した。
389年1月、征北長史に任じられ、留台尚書を兼ねて龍城を守った。
これ以後の事績は、史書に記されていない。

## 家系

### 兄弟
- 平睿
- 平規
- 平翰